# Rare Range
Die Rare Range ist ein schroffer Gebirgszug im Palmerland auf der Antarktischen Halbinsel. Er liegt zwischen dem Wetmore-Gletscher und dem Irvine-Gletscher.
Entdeckt und aus der Luft fotografiert wurde er bei der Ronne Antarctic Research Expedition (1947–1948) unter der Leitung des US-amerikanischen Polarforschers Finn Ronne. Das Advisory Committee on Antarctic Names benannte ihn 1968 nach dem Akronym für die Expedition (RARE) in Erinnerung an deren Beitrag zur Erkenntniserweiterung über das Palmerland.